# 腓力一世 (拿騷-威爾堡)
腓力一世（德語：Philipp I. von Nassau-Weilburg，1368年—1429年7月2日），拿騷-威爾堡伯爵，約翰一世的獨子，1371年至1429年在位。

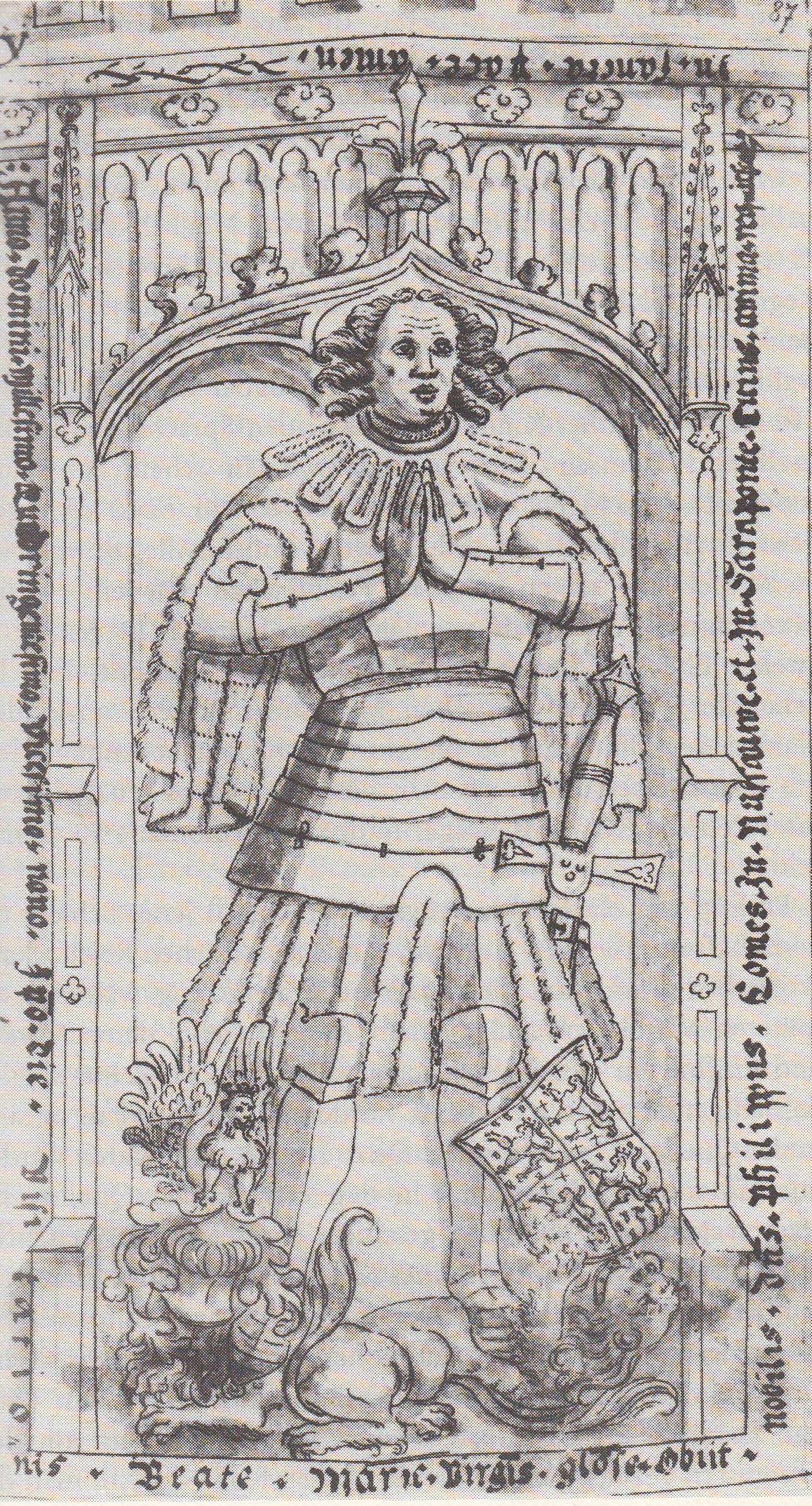
腓力一世

## 家庭
1412年，腓力一世與洛林-沃代蒙的伊莉莎白結婚，兩人共有2子1女：
1. 腓力二世（1418年—1492年），拿騷-威爾堡伯爵
2. 約翰二世（1423年—1472年），拿騷-薩爾布魯根伯爵
3. 瑪格麗特（1426年—1490年）